# Parc naturel de la vallée de l'Attert
Le parc naturel de la Vallée de l’Attert a été créé le 14 juillet 1994 pour donner une vision environnementale au développement amorcé depuis plusieurs années. C’est le troisième parc installé en Région wallonne et le premier en Province de Luxembourg.

## Localisation
Situé à mi-chemin entre Arlon et Martelange dans le sud de la province de Luxembourg, le territoire du Parc occupe une zone charnière entre la forêt d’Anlier sur le sol ardennais d’une part et les cuestas du Pays lorrain d’autre part. Son périmètre coïncide avec les limites de la commune d’Attert en Belgique.

## Description
Sur 7 095 ha de superficie totale, 32 % sont occupés par les bois et 52 % par les terres agricoles dont 2 300 ha de prairies permanentes, le reste se partageant entre parcelles bâties et affectations diverses. Le rôle de la prairie domine dans l’affectation du sol de la vallée de l’Attert. L’élevage porte principalement sur les bovins, tant pour les produits laitiers que pour la viande. Prairies et terres labourables alternent le plus souvent et des buissons et des haies s’allient aux rideaux d’arbres pour conférer au paysage un caractère semi-bocager. Des étendues plus ouvertes existent cependant à l’est du territoire.
La forêt occupe environ 42 % du territoire du sud Luxembourg. Elle s’équilibre statistiquement entre moitié feuillus et moitié résineux surtout des épicéas. Dans la vallée de l’Attert, limitée au nord-ouest par la forêt d’Anlier, la cuesta sinémurienne sert de support à un boisement composé principalement de feuillus mais où interviennent aussi des conifères. Les résineux sont plantés sur une multitude de petites parcelles privées abandonnées par l’agriculture. Un grand nombre de bois communaux émaille la vallée.
L’Attert, rivière qui a donné son nom au Parc naturel, prend sa source à Nobressart. Elle traverse la commune d’ouest en est pour ensuite passer la frontière belgo-luxembourgeoise et se jeter dans l’Alzette, la Sûre, la Moselle et enfin le Rhin. L’Attert et ses nombreux affluents sont à l’origine d’un important maillage écologique fait de cours d’eau, de zones humides, d’aulnaies alluviales, de haies et d’arbres bordant les berges et les ruisseaux.
Grâce à son patrimoine naturel, le tourisme dans le parc naturel est un tourisme vert et diffus fait de promenades et de découvertes de la nature.